# Nita Strauss
Nita Strauss, född 7 december 1986 i Los Angeles, är en amerikansk elgitarrist, främst känd för sin medverkan i Alice Coopers band och som soloartist. Hon blev 2018 den första kvinnliga gitarristen med en egen signaturmodell hos Ibanez (JIVA10). År 2022 blev hon den första kvinnliga soloartisten på över tre decennier att toppa Billboards Mainstream Rock Airplay med singeln ”Dead Inside” (med David Draiman).

## Karriär
Strauss slog igenom i tributebandet The Iron Maidens och har därefter spelat med grupper som As Blood Runs Black och Femme Fatale. År 2014 ersatte hon Orianthi som turnégitarrist åt Alice Cooper. I november 2021 blev ”Dead Inside” den första singeln av en kvinnlig soloartist på decennier att nå topp 10 på Billboard Mainstream Rock Airplay.

## Soloartist
Strauss soloalbum Controlled Chaos gavs ut 2018 via Sumerian Records efter en framgångsrik Kickstarter-kampanj.

## Privatliv
Strauss gifte sig den 4 maj 2024 i Los Angeles med trummisen Josh Villalta vid en goth-glam-ceremoni på The Hollywood Roosevelt.

## Diskografi (urval)
- Controlled Chaos (2018)[5]
- The Call of the Void (2023)[2]